# 内職商法
内職商法（ないしょくしょうほう）は、内職（在宅ワーク）の募集を装い、利殖商法に誘いこむ悪徳商法の一種。
通常、内職と報酬の提供を条件にして商品を購入させる業務提供誘引販売取引は商品販売後の内職の委託を目的とするが、内職商法の場合は商品の販売が主目的となる。結果、商品販売後の内職の斡旋が行われないため、受託者は約束された報酬が得られず、購入代金の負担だけが残される。また、内職の斡旋が行われても不明朗な理由による大幅な報酬の減額により、やはり約束された報酬を支払わないケースもある。

## 違法性と対処法
これらのトラブルの原因には、仕事の内容と報酬の根拠が契約書において不明確であったり、口頭のみでの販売勧誘（セールストーク）である場合が多く、その場合は必要書面の交付不備として業務提供誘引販売取引を規制する特定商取引法に違反することから解約できる可能性がある。確実に解約が可能な方法はクーリングオフであり、業務提供誘引販売取引のために20日間の期間がある。また、必ず儲かるといった「断定的判断の提供」や「不実の事実を告知」が広告やセールストークにおいてなされた場合は消費者契約法への違反による解約が可能となる。すでにクレジット契約を結んでいる場合は信販会社に割賦販売法により認められた抗弁権をもって、支払いの中止を求めることができる。

## 実態

### 募集内容
専業主婦が魅力的に感じるような特徴的文言になっている。「空いた時間に好きなだけできます」「誰でも簡単にできる仕事です」「完全在宅可能」「月収○万円以上可能」と言ったものである。また、「無料資料請求」などの案内サービスを用意しているのが特徴的である。数百円の切手代を要求する業者もある。資料案内と引き換えに、氏名・性別・住所・年齢・職業・電話番号など個人情報を取得する。業者は取得した個人情報を分析し、重点的な勧誘対象を定める。勧誘対象は騙しやすい「女性」「専業主婦」「20～30代」であり、直ちに電話勧誘を行い、契約に持ち込む。

### 募集方法
従来は日曜日に配達される新聞折り込みチラシがメインであったが、近年はインターネットが活用されている。検索エンジンで販売業者の会社名や住所、または「在宅ワーク」と「行政処分」の二つのキーワード検索をして、上位に出て来るのは内職商法業者であると言っても過言ではない。インターネットを活用する業者は、クレジット契約が可能である。

### 商材
登録料が数千円～数万円のものでは、宛名書き・清書・千羽鶴（折鶴）・住宅図面トレースなどがポピュラーである。
数十万円～百万円のものでは、1990年代前半は、当時あまり普及してなかったパソコンが主であった。パソコンが一般化した近年ではパソコン一式が百万円では怪しまれるため、原価を把握しづらいパソコンソフトが取って代わった。また最近では、ドロップシッピングやホームページ作成、ネットショップ作成の在宅ワークや、効率的なアフィリエイトを打つための情報商材をネタに、数十万円～百万円の教材が販売されている。
特に特定生物の養殖を商材として扱うものを育成内職商法という。ミミズ、コオロギ、タニシ、カエルなどが主で、この場合は市場価格を無視した高額で種親となる生物やその飼育セット、マニュアルなどの購入を迫られる。養殖に成功した暁にはその買い取りを保証しているところもあるが、たいていは口先だけでいざ買い取ってもらおうとすると、さまざまな難癖をつけ買い取りを渋るところが大半である。また実際に買い取ってくれる場合も、送料は受託者持ちなど、さらなる出費が必要である。